# Kernenergie

Percentage nucleaire energie per land

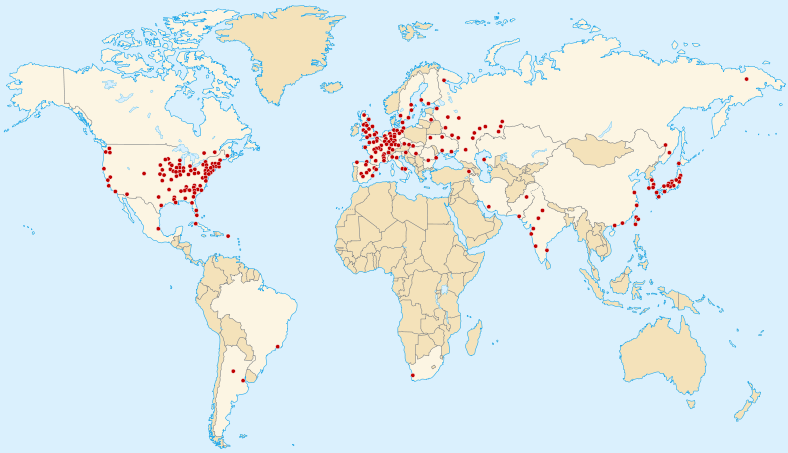
Locaties van kerncentrales

Kernenergie heeft de potentie om de CO_{2}-uitstoot van een land substantieel te laten dalen, zoals deze grafiek van Frankrijk weergeeft.

Kernenergie, nucleaire energie of atoomenergie is energie die is opgewekt door middel van kernreacties. Wanneer atoomkernen van bepaalde chemische elementen door kernsplijting worden omgezet in meerdere lichtere kernen, door kernfusie met elkaar versmelten tot zwaardere kernen of door radioactief verval uiteenvallen, komt er energie vrij in de vorm van warmte en ioniserende straling.
In kerncentrales wordt kernenergie uit kernsplijting gebruikt voor het produceren van elektriciteit. Op 1 januari 2021 waren er wereldwijd 442 kernreactoren operationeel in kerncentrales. Ze produceren samen 10% van de elektriciteit in de wereld. Bij kernsplijting ontstaat als bijproduct radioactief afval, bestaande uit laag/middel- en hoogradioactief afval. Het afval blijft deels honderdduizenden tot miljoenen jaren hoog-radioactief.
Een voorbeeld van kernenergie uit kernfusie is de warmtestraling die in sterren, zoals de Zon, wordt opgewekt. Er is al veel onderzoek gedaan naar de toepassing van kernfusie in kerncentrales, ook wel fusie-energie genoemd, maar er is nog geen zicht op de technische en economische haalbaarheid daarvan.
Kernsplijting of kernfusie kan worden toegepast in kernwapens. Potentieel kan radioactief materiaal ook worden verwerkt in een vuile bom, die zijn werking ontleent aan radioactief verval van het materiaal.
Radioactief verval wordt ook ingezet voor medische toepassingen in de vorm van medische isotopen, waaronder bij de behandeling van kanker. In Nederland wordt in het reactorcentrum Petten een derde van alle medische isotopen in de wereld geproduceerd.
Sinds de jaren 1970 is er wereldwijd veel weerstand tegen kernenergie, met als voornaamste bezwaren het risico op kernrampen, nucleaire proliferatie en het ontstaan van kernafval, waarbij langdurige opslag niet als duurzame oplossing voor dit afval wordt beschouwd. Verdere bezwaren zijn de hoge bouwkosten en bouwtijd van een kerncentrale. De kernrampen van Tsjernobyl en Fukushima hebben verder aan de tegenstand bijgedragen. Daarnaast komen er kleinere kernongevallen voor.
In het kader van de discussie over de opwarming van de Aarde en de uitputting van grondstoffen krijgt kernenergie hernieuwde aandacht als alternatief voor het gebruik van fossiele brandstoffen. Dit met het argument dat deze energiebron bijdraagt aan het beperken van de opwarming vanwege het gebrek aan uitstoot van broeikasgassen bij de productie. Ook vergen kerncentrales weinig ruimte en weinig schaarse grondstoffen voor de bouw in vergelijking met windturbines en zonnepanelen, per opgewekte hoeveelheid energie. Uranium, dat meestal als bron van brandstof dient, is een veelvoorkomend element op Aarde, al zijn de voorraden net zoals die van fossiele brandstoffen uitputtelijk. De risico's van kernrampen, kernongevallen en kernafval worden door voorstanders kleiner geacht dan de risico's van veel huidige alternatieven voor energieproductie (o.a. klimaatverandering, luchtvervuiling, leveringszekerheid).

## Toepassingen
- Kerncentrales wekken zeer veel energie op. In de tweede helft van de twintigste eeuw meende men dat spoedig bijna alle energie kernenergie zou zijn, maar de discussie over de risico's heeft daar verandering in gebracht.
- Onderzeeërs werken vaak op kernenergie. Daardoor kan een onderzeeër lange tijd onder water blijven, terwijl een verbrandingsmotor lucht nodig heeft.
- Grote militaire schepen, zoals vliegdekschepen, hebben vaak een kerncentrale aan boord. Deze voorziet in de grote energiebehoefte van het schip. Bovendien is het niet vaak nodig brandstof bij te tanken, wat in tijd van oorlog een zwak punt zou zijn.
- Sommige ijsbrekers werken op een kerncentrale, ongeveer om dezelfde reden.
- Ook ruimtesondes kunnen op kernenergie werken. Een ruimtesonde kan zich ver van de zon bewegen, waar zonnepanelen te weinig energie leveren. Een batterij zou onbruikbaar zijn wegens de beperkte levensduur, want een ruimtemissie kan jaren duren. Een ruimtesonde heeft geen kerncentrale maar een geringe hoeveelheid hoogradioactief materiaal, bijvoorbeeld plutonium. Het radioactief verval daarvan levert voldoende energie.

## Kernsplijting

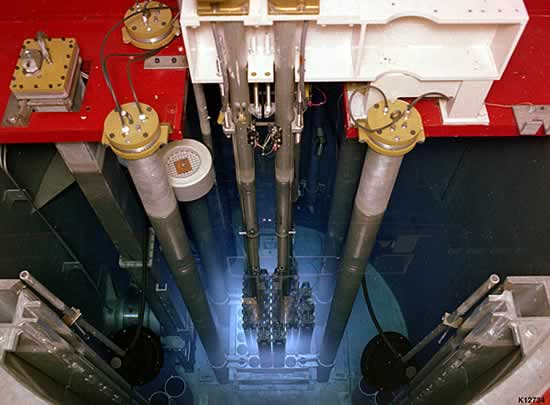
Het hart van een onderzoeksreactor voor kernsplijting: splijt- en regelstaven in een waterbassin. De blauwe gloed ontstaat door het Tsjerenkov-effect.

De atoomkernen met een massa overeenkomend met die van ijzer (ca. 56 nucleonen) zijn energetisch bezien van alle kernen in het periodiek systeem het stabielst. Bij zwaardere of lichtere kernen is het theoretisch mogelijk energiewinst te halen door het samenvoegen van lichte (kernfusie) of het splijten van zware kernen (kernsplijting). De nieuwe atoomkernen die hierbij ontstaan, zijn samen wat lichter dan de som van de uitgangselementen. De ontbrekende massa is omgezet in energie volgens de beroemde formule van Einstein,
{\displaystyle E=mc^{2}}
waarin
- E = energie
- m = massa
- c² = de lichtsnelheid in vacuüm in het kwadraat

Omdat de term c2 zo groot is, komt er bij kernreacties zeer veel energie vrij, ook als maar een klein gedeelte (een tiende procent) van de massa in energie wordt omgezet. In de praktijk wordt vrijwel alleen gebruikgemaakt van de splijting van kernen van uranium- en plutonium-isotopen. Plutonium ontstaat vanzelf uit uranium tijdens de kernreacties in de reactorkern en wordt ook gedeeltelijk gespleten, waarbij natuurlijk ook energie vrijkomt. Gebruikte splijtstof kan voor circa 95% hergebruikt worden, men spreekt van opwerking. De overige procenten, en de materialen die als verpakking hebben gediend van de splijtingsmaterialen en die ook in meerdere of mindere mate radioactief zijn geworden, vormen samen het zogenoemde kernafval.

## Wereldwijde toepassing

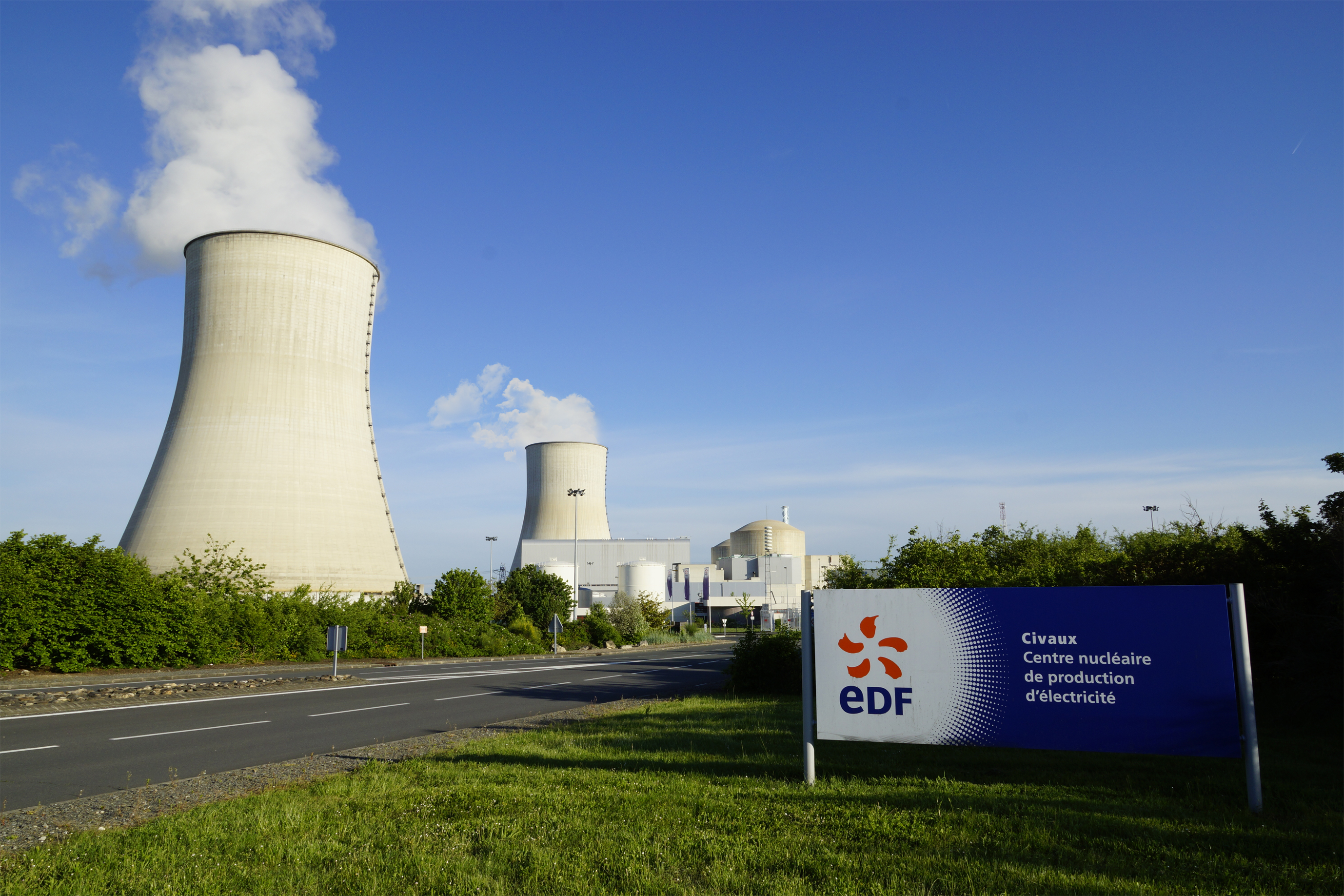
Kerncentrale Civaux van Électricité de France te Civaux in Frankrijk. Zichtbaar zijn een koeltoren en twee reactorkoepels.

De commerciële opwekking van elektriciteit door middel van kernenergie gebeurt in kerncentrales. De warmte van het kernsplijtingsproces wordt gebruikt om water te verhitten. Daarmee wordt stoom geproduceerd, die een turbine (soort schoepenrad) en vervolgens een generator aandrijft waarin elektriciteit wordt opgewekt. De productie van elektriciteit uit kernenergie was wereldwijd 2518 TWh in 2011, wat neerkomt op 13,5% van de totale productie van elektriciteit. Wereldwijd zijn er in 2020 circa 50 nieuwe kernreactoren in aanbouw in 15 landen.

### Noord-Amerika
Canada heeft 19 werkende kernreactoren. In 2019 produceerde kernenergie 15% van de elektriciteit van het land. Op een na staan alle 19 kernreactoren van het land in Ontario. Tien van die eenheden - zes in Bruce en vier in Darlington - zullen worden gerenoveerd. Het programma verlengt de operationele levensduur met 30-35 jaar. Dankzij vergelijkbare renovatiewerkzaamheden kon Ontario in 2014 steenkool geleidelijk afschaffen, waardoor een van de schoonste elektriciteitsmixen ter wereld werd bereikt.
Mexico heeft twee werkende kernreactoren. In 2019 produceerde kernenergie 4,5% van de elektriciteit van het land.
De Verenigde Staten hebben 94 werkende kernreactoren, met een gecombineerde nettocapaciteit van 96,6 GW. In 2019 produceerde kernenergie 20% van de elektriciteit van het land. Er waren vier AP1000-reactoren in aanbouw, maar twee daarvan zijn geannuleerd. Een van de redenen voor het feit dat er tot nu toe geen nieuwbouw in de VS is gebouwd, is de uiterst succesvolle evolutie in onderhoudsstrategieën. In de afgelopen 15 jaar heeft de verbeterde operationele prestatie het gebruik van Amerikaanse kerncentrales vergroot, waarbij de verhoogde output gelijk staat aan 19 nieuwe 1000 MWe-centrales die worden gebouwd. In 2016 werd de eerste nieuwe kernreactor in gebruik genomen in het land sinds 20 jaar. Desondanks is het aantal werkende reactoren de afgelopen jaren afgenomen, vanaf een piek van 104 in 2012. Vroegtijdige sluitingen zijn veroorzaakt door een combinatie van factoren, waaronder goedkoop aardgas, liberalisering van de markt, oversubsidie van hernieuwbare bronnen en politieke campagnes.

### Zuid-Amerika
Argentinië heeft drie reactoren. In 2019 wekte het land 6% van zijn elektriciteit op uit kernenergie. Brazilië heeft twee reactoren. In 2019 produceerde kernenergie 3% van de elektriciteit van het land.

### West-Europa

#### Kerncentrales in Nederland
In Nederland zijn twee kerncentrales gebouwd voor energieopwekking:
- De kerncentrale Dodewaard in Dodewaard, in bedrijf genomen in 1969, stilgelegd in 1997.
- De kerncentrale Borssele in Borssele, in bedrijf genomen in 1973.

Daarnaast zijn er in Delft en Petten nog twee kernreactoren in gebruik en zijn de onderzoeksreactoren in Arnhem, Eindhoven en Wageningen gesloten.

#### Kerncentrales in België

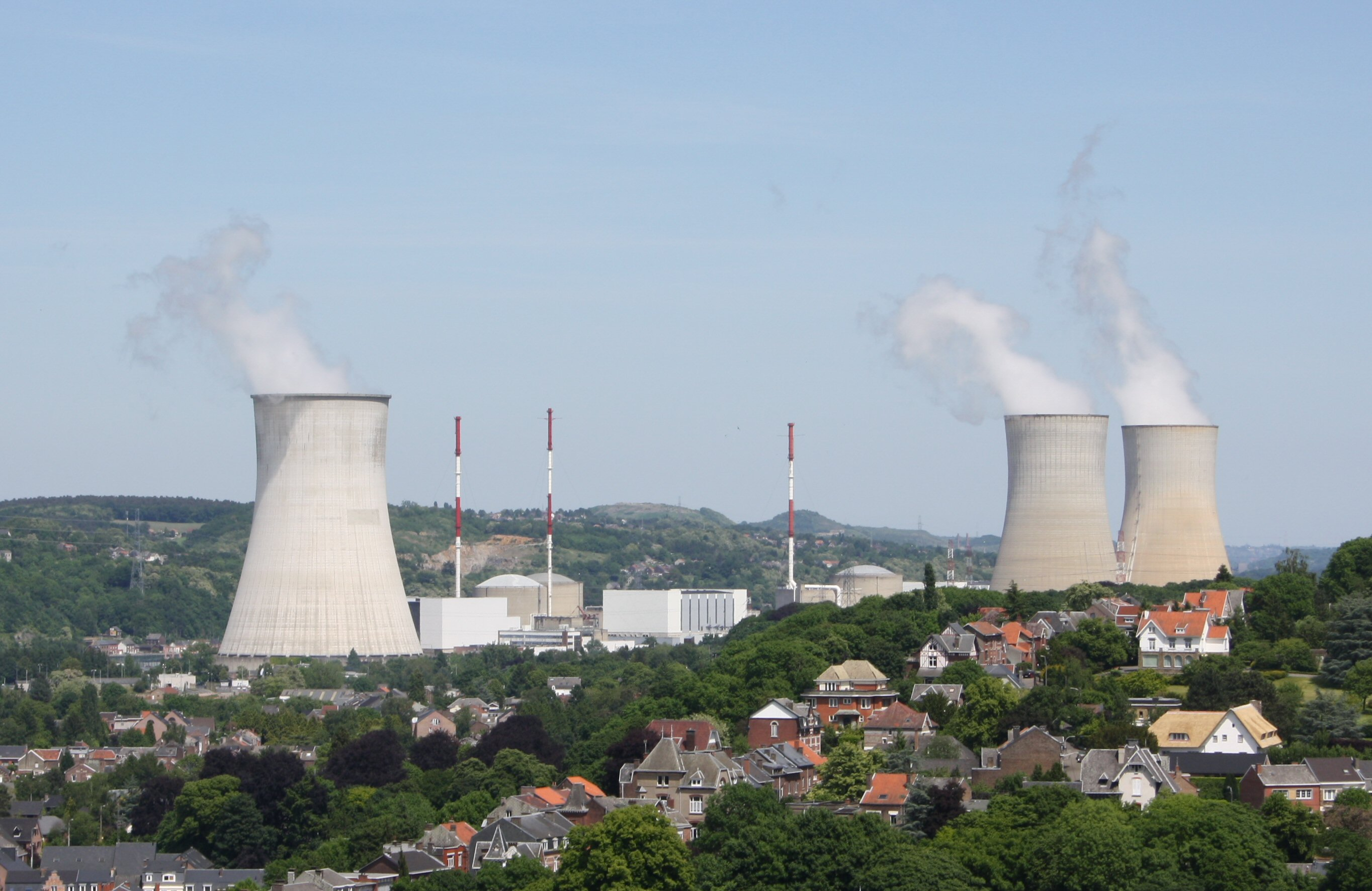
Zicht op de kerncentrale van Tihange vanaf Fort in Hoei

In België zijn twee kerncentrales voor elektriciteitsproductie: Doel (4 reactoren) en Tihange (3 reactoren).
Samen zorgden zij in 2013 voor 52,08% van de Belgische elektriciteit.
Het Studiecentrum voor Kernenergie SCK•CEN in Mol werd opgericht in 1952. Het SCK•CEN beschikt over een park van meerdere onderzoeksreactoren.

#### Kerncentrales in overig West-Europa
Italië is in 1990 gestopt met kernenergie na een referendum.
Finland heeft vier werkende kernreactoren. In 2019 produceerde kernenergie 35% van de elektriciteit van het land. Een vijfde reactor - een EPR van 1720 MWe - is in aanbouw en er zijn plannen om op een nieuwe locatie (Hanhikivi) een Russische VVER-1200-eenheid te bouwen.
Frankrijk heeft 58 reactoren, verdeeld over 19 elektriciteitscentrales. Samen zijn deze goed voor 416 TWh per jaar. Dat is 71% van de elektriciteitsproductie in Frankrijk (2019).  In de kerncentrale Flamanville  werd in 2024 een nieuwe EPR-reactor geopend.
In Duitsland vormde kernenergie in 2019 12,5% van de elektriciteitsproductie van het land. Als onderdeel van de Energiewende is Duitsland in 2023 gestopt met kernenergie.
Spanje heeft zeven werkende kernreactoren. In 2019 vormde kernenergie 21% van de elektriciteitsproductie van het land. Het land heeft een uitstap uit kernenergie gepland.
Zweden heeft zes werkende kernreactoren. In 2019 vormde kernenergie 34% van de elektriciteitsproductie van het land. Het land sluit enkele oudere reactoren, maar investeert in verlengingen en verbeteringen van de levensduur.
Zwitserland heeft vier werkende kernreactoren. In 2019 vormde kernenergie 24% van de elektriciteitsproductie van het land. Het land heeft een uitstap uit kernenergie gepland.
Het Verenigd Koninkrijk heeft 15 werkende kernreactoren. In 2019 vormde kernenergie 16% van de elektriciteitsproductie van het land. De Britse overheid besloot in 2006 tot de vervanging van verouderde kernreactoren en de bouw van een nieuwe kerncentrale.

### Centraal- en Oost-Europa
Armenië heeft één kernreactor. In 2019 produceerde kernenergie 28% van de elektriciteit van het land. Bulgarije heeft twee werkende kernreactoren. In 2019 produceerde kernenergie 38% van de elektriciteit van het land. Hongarije heeft vier werkende kernreactoren. In 2019 produceerde kernenergie 49% van de elektriciteit van het land. Roemenië heeft twee werkende kernreactoren. In 2019 produceerde kernenergie 19% van de elektriciteit van het land.
Rusland heeft 38 werkende kernreactoren. In 2019 produceerde kernenergie 20% van de elektriciteit van het land. Een regeringsbesluit in 2016 voorzag in de bouw van 11 kernreactoren tegen 2030, naast de reeds in aanbouw zijnde reactoren. Begin 2020 had Rusland vier reactoren in aanbouw. De nucleaire industrie van het land is momenteel betrokken bij nieuwe reactorprojecten in Wit-Rusland, China, Hongarije, India, Iran en Turkije, en in verschillende mate als investeerder in Algerije, Bangladesh, Bolivia, Indonesië, Jordanië, Kazachstan, Nigeria en Zuid-Afrika.
Slowakije heeft vier werkende kernreactoren. In 2019 produceerde kernenergie 54% van de elektriciteit van het land. Er zijn nog twee units in aanbouw.
Slovenië heeft één werkende kernreactor. In 2019 produceerde Slovenië 37% van zijn elektriciteit uit kernenergie. Oekraïne heeft 15 werkende kernreactoren. In 2019 produceerde kernenergie 54% van de elektriciteit van het land. Tsjechië heeft zes werkende kernreactoren. In 2019 produceerde kernenergie 35% van de elektriciteit van het land. Wit-Rusland heeft één werkende kernreactor, die in november 2020 op het net is aangesloten, en een tweede reactor in aanbouw.

### Azië
Bangladesh is in 2017 begonnen met de bouw van de eerste van twee geplande Russische VVER-1200-reactoren. De bouw van de tweede startte in 2018. Het is van plan de eerste unit in 2023 in bedrijf te hebben. Het land produceert momenteel vrijwel al zijn elektriciteit uit fossiele brandstoffen.
China heeft 49 werkende kernreactoren. In 2019 produceerde kernenergie 5% van de elektriciteit van het land. Het land blijft de markt voor nieuwe nucleaire bouwwerken domineren. Begin 2020 bevonden zich 11 van de 53 reactoren die wereldwijd in aanbouw waren in China. In 2018 werd China het eerste land dat opdracht gaf voor twee nieuwe ontwerpen: de AP1000 en de EPR. China begint met de exportmarketing van de Hualong One, een grotendeels inheems reactorontwerp. De sterke impuls voor de ontwikkeling van nieuwe kernenergie in China komt voort uit de noodzaak om de luchtkwaliteit in steden te verbeteren en de uitstoot van broeikasgassen te verminderen.
India heeft 23 werkende kernreactoren. In 2019 produceerde kernenergie 3% van de elektriciteit van het land. De Indiase regering zet zich in om haar kernenergiecapaciteit te vergroten als onderdeel van haar omvangrijke programma voor infrastructuurontwikkeling. De regering stelde in 2010 een ambitieuze doelstelling om tegen 2024 14,6 GWe nucleaire capaciteit online te hebben. Begin 2020 waren in India zeven reactoren in aanbouw met een gecombineerd vermogen van 5,3 GWe.
Japan heeft 33 werkende kernreactoren. Aan het begin van 2020 waren slechts negen reactoren actief, en nog eens 17 in de procedure voor goedkeuring voor een herstart, na het ongeval in Fukushima in 2011. In het verleden was 30% van de elektriciteit van het land afkomstig van kernenergie; in 2019 was dat nog maar 8%. Het verlies aan kernenergie is grotendeels gecompenseerd door meer gebruik te maken van fossiele energie.
In Taiwan is de bouw van een nieuwe reactor stilgelegd en gaat de laatste werkende reactor in 2025 uit dienst.
Zuid-Korea heeft 24 werkende kernreactoren. In 2019 produceerde kernenergie 26% van de elektriciteit van het land. Zuid-Korea heeft in eigen land vier nieuwe reactoren in aanbouw en vier in de Verenigde Arabische Emiraten. Het land is ook betrokken bij intensief onderzoek naar toekomstige reactorontwerpen.
Pakistan heeft vijf werkende kernreactoren. In 2019 produceerde kernenergie 7% van de elektriciteit van het land. Pakistan heeft twee Chinese Hualong One-eenheden in aanbouw.

### Afrika en het Midden-Oosten
Turkije is in april 2018 begonnen met de bouw van zijn eerste kerncentrale waarvan de ingebruikname in 2023 wordt verwacht.
Zuid-Afrika heeft twee werkende kernreactoren en is het enige Afrikaanse land dat momenteel elektriciteit produceert uit kernenergie. In 2019 produceerde kernenergie 7% van de elektriciteit van het land. Zuid-Afrika blijft zich inzetten voor plannen voor verdere capaciteit al zijn de financieringsbeperkingen aanzienlijk.
Iran heeft één werkende kernreactor. In 2019 produceerde kernenergie 2% van de elektriciteit van het land. Een tweede VVER-1000-eenheid is in aanbouw.
De Verenigde Arabische Emiraten hebben één werkende kernreactor. Nog eens drie eenheden zijn in aanbouw in Barakah.

### Nieuwe centrales
De meeste nieuwe kerncentrales zijn in aanbouw in Azië, met name in Japan en China. In Europa worden nieuwe kerncentrales momenteel alleen door Finland gebouwd. Voorts worden er in de VS veel vergunningen van centrales verlengd, terwijl dit ook in diverse Europese landen in toenemende mate als mogelijkheid wordt beschouwd.
Ook in Nederland wordt er gesproken over nieuwe kerncentrales. In 2018 diende de VVD daartoe een voorstel in.

## Maatschappelijke discussie

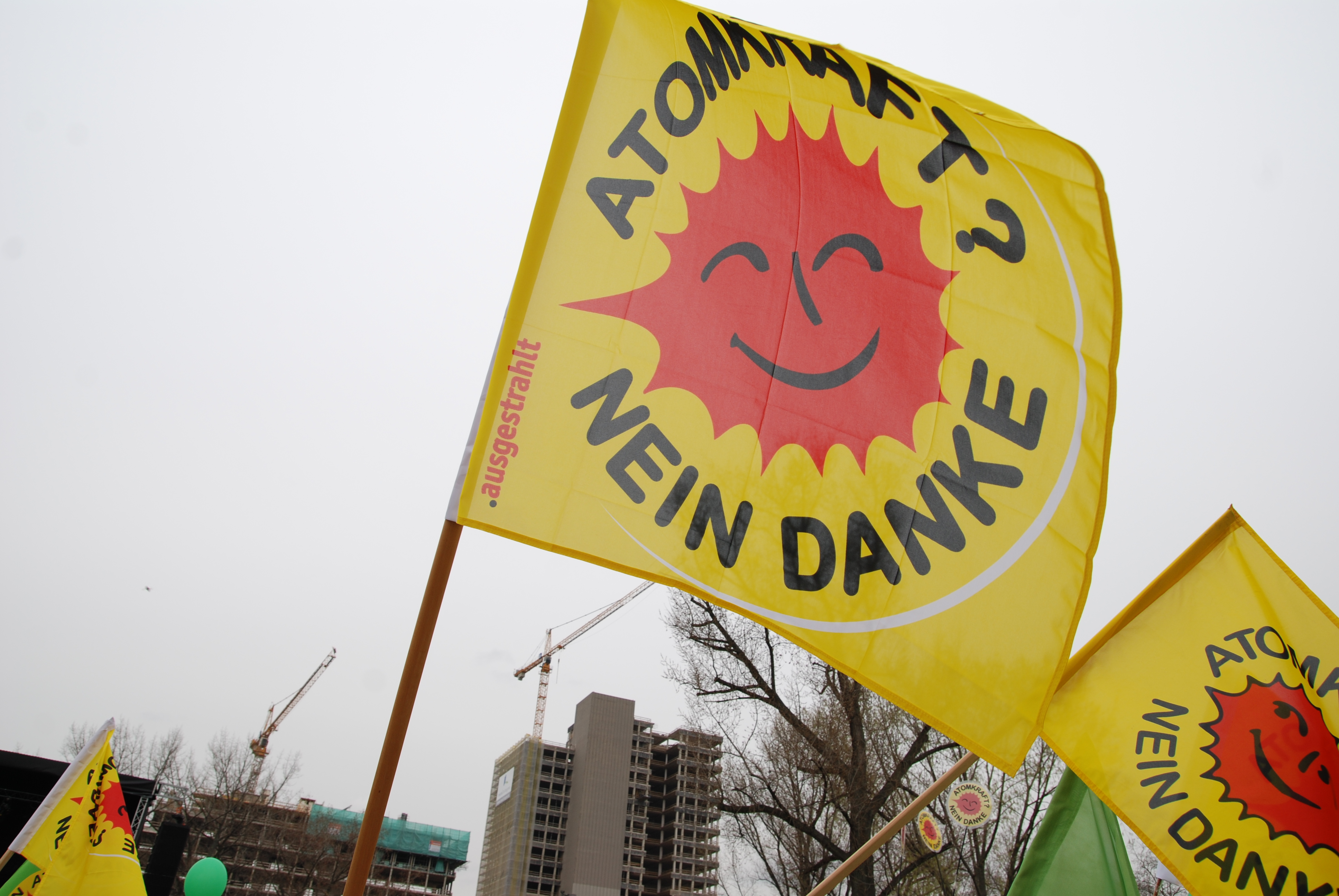
Demonstratie in Keulen tegen kernenergie, 2011

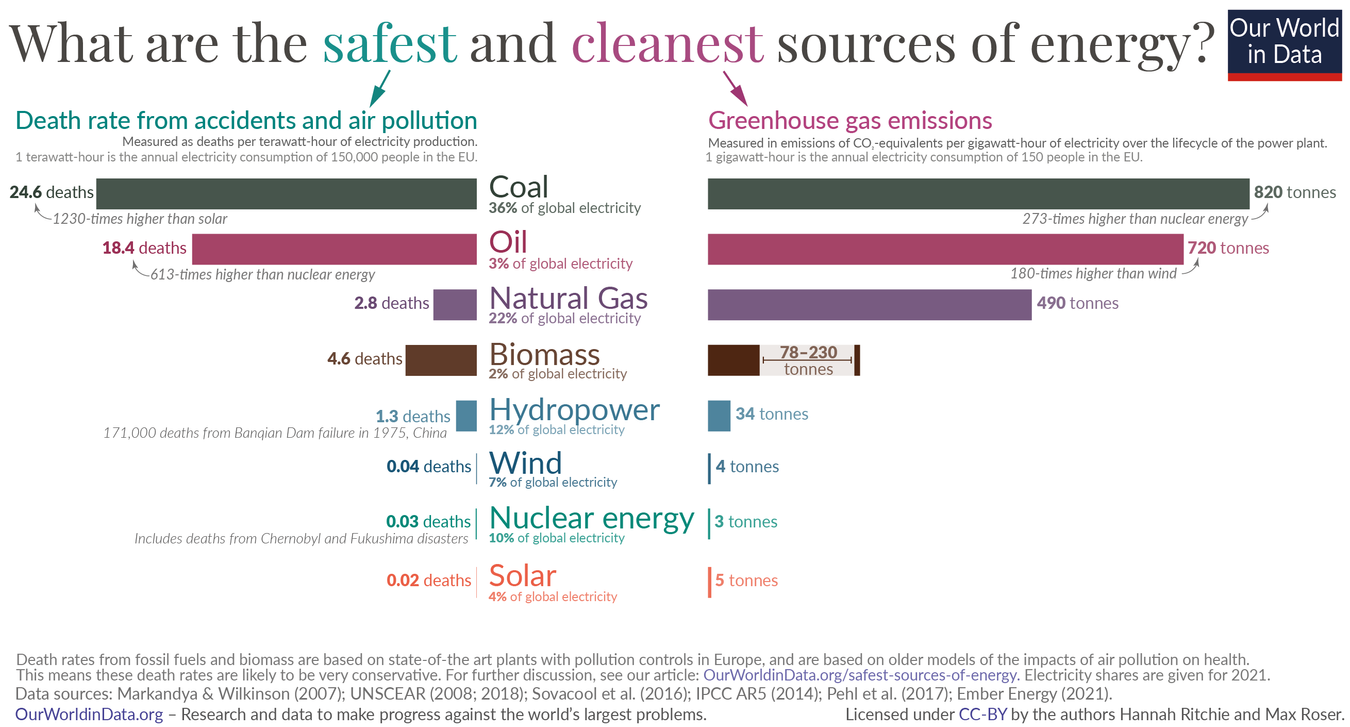
Wat zijn de energiebronnen die het veiligst zijn en het minst broeikasgassen uitstoten?

Het debat over kernenergie gaat voornamelijk over de vraag of deze in de toekomst een belangrijke rol moet spelen bij de opwekking van elektriciteit en of het überhaupt wenselijk is kernenergie hiervoor toe te passen. Hieronder de belangrijkste thema's.

### Veiligheid

Waarschuwing voor radioactiviteit

Veiligheid is al sinds de jaren 1970 en 1980 een van de belangrijkste discussiepunten. De anti-kernenergiebeweging twijfelt aan de veiligheid van kerncentrales en wijst op de ernstige kernrampen in Three Mile Island, Tsjernobyl en Fukushima. Ze zien in deze vorm van energieopwekking gezondheidsrisico's door het vrijkomen van radioactieve stoffen bij kernrampen en kernongevallen. Er bestaan grote zorgen over het radioactief afval, dat deels honderdduizenden tot miljoenen jaren hoog-radioactief blijft. Verder zijn er zorgen over het risico van gebruik van de techniek voor de productie van kernwapens. Er zijn risico's op sabotage via het hacken van de software-systemen van kerncentrales.
Voorstanders van kernenergie stellen dat de nieuwere generaties van kerncentrales door verbeterde ontwerpen veel veiliger zijn geworden en dat de kans op kernrampen vrijwel uit te sluiten is. Ze zeggen dat het kernafval slechts zeer kleine volumes betreft in vergelijking met fossiele brandstoffen en dat deze volumes verder kunnen worden verminderd door gebruik te maken van de nieuwste technologie in nieuwe reactoren, zoals de kleinere Small Modular Reactors of het gebruik van alternatieve brandstofcycli zoals de snellekweekreactor.
Voorstanders zeggen dat er niet zo veel ruimte nodig is voor een paar grote kerncentrales en dat er dus maar een paar plekken nodig zijn.
Een NASA-instituut stelde in 2013 dat vervanging van fossiele brandstoffen door kernenergie tot 2050 7 miljoen doden zou kunnen voorkomen.
De Belgische en Nederlandse overheid hebben preventief een maatregel genomen om joodtabletten (kaliumjodaat) te verspreiden voor het geval dat er een incident plaatsvindt waarbij radioactieve straling vrijkomt. Dit is vooral voor kinderen onder de 5 jaar belangrijk.

### Milieu en CO2-uitstoot
Sinds het begin van de 21ste eeuw is de discussie over de opwarming van de Aarde steeds belangrijker geworden. Kernenergie komt terug in het vizier om de opwarming van de aarde tegen te gaan, omdat kerncentrales hele lage hoeveelheden CO2 uitstoten. Het MIT Energy Initiative stelde dat kernenergie in veel regio's noodzakelijk is om een koolstofarme energieproductie te realiseren.
Tegenstanders van kernenergie stellen dat ook duurzame energie, zoals zon- en windenergie, groene waterstof of getijden-energie bij de opwekking een lage CO2-uitstoot heeft. Zonnepanelen op daken nemen geen extra ruimte in beslag. Bij het delven van uranium worden waterbronnen verontreinigd en het milieu aangetast en de winning van uraniumerts is een kostbaar, vervuilend en energieverslindend proces. Bij de ontmanteling van een kerncentrale komt er veel radioactief besmet materiaal vrij, dat voor honderdduizenden jaren moet worden opgeslagen.

#### In Nederland
Voorstanders zeggen dat er in Nederland niet genoeg ruimte is voor voldoende windturbines, mede door de bezwaren wegens landschapsvervuiling. Een kerncentrale neemt veel minder ruimte in beslag dan wind- en zonneparken. Bij zonne-energie is het zonde om goede landbouwgrond op te offeren voor zonneweides.

#### Schone lucht
In tegenstelling tot de verbranding van fossiele brandstoffen bij conventionele energiecentrales produceert het gebruik van kernbrandstof geen luchtvervuiling zoals fijn stof. Deze luchtvervuiling leidt tot hart- en vaatziekten, beroertes, longkanker en andere longziektes. Kerncentrales vermijden deze uitstoot: een studie uit 2013 stelde dat alle kerncentrales wereldwijd tussen 1971 en 2009 1,8 miljoen levens hebben gered, omdat daardoor geen steenkoolcentrale operationeel kwam.

### Economische haalbaarheid
Sceptici wijzen op de zeer hoge kosten voor de bouw van nieuwe kerncentrales, het onderhoud, de ontmanteling aan het einde van de levensduur en de verwerking van het kernafval. De hoogte van deze kosten is niet realistisch in te schatten. Het duurt zo'n 15 jaar voordat er überhaupt inkomsten uit te genereren zijn.
Het Duitse Instituut voor Economisch onderzoek (DIW) berekende dat alle 674 wereldwijd tussen 1951 en 2017 gebouwde kerncentrales alleen verrezen dankzij forse overheidssubsidies. Desondanks leden zij over 40 jaar gemiddeld 5 miljard euro verlies, de latere ontmantelingskosten van de centrales plus het langdurig opslaan van nucleair afval nog niet meegerekend. De torenhoog oplopende bouwkosten zijn daar medeoorzaak van. Volgens de onderzoekers is kernenergie als oplossing voor klimaatbescherming een oud narratief dat tegenwoordig nog even inaccuraat blijkt als in de jaren 70. De PZEM, de Zeeuwse exploitant van de kerncentrale van Borssele, leed 70 miljoen verlies in 2017 en 54 miljoen in 2018.
In 2020 publiceerde het Weense onderzoeksbureau Enco in opdracht van de Nederlandse overheid een rapport waarin wordt gesteld dat kernenergie niet duurder hoeft te zijn dan wind- of zonnestroom. Eerdere rapporten stelden dat kernenergie duurder was dan wind- of zonnestroom, deze rapporten hielden volgens Enco echter onvoldoende rekening met de hoge investeringen in het elektriciteitsnet ten behoeve van het aansluiten van grote aantallen zonne- en windparken. Ook worden de kosten van het opslaan van wind- en zonne-energie en het zorgen voor alternatieve energiebronnen gedurende periodes van weinig wind of zon genegeerd of onderschat.
Eind 2020 brachten het Internationaal Energieagentschap en het Nucleaire Energieagentschap de negende editie van een vijfjaarlijks rapport uit over de verwachte productiekosten van elektriciteit per productiemethode. In dit rapport worden de verschillende productiemethoden, waaronder kernenergie, vergeleken aan de hand van de LCOE (levelized cost of electricity). Dit zijn de inkomsten per opgewekte hoeveelheid energie die gemiddeld gedurende de economische levensduur van het productiemiddel verkregen moeten worden om de investering terug te verdienen. Op het gebied van kernenergie meldde het rapport dat levensduurverlenging van bestaande kerncentrales volgens de onderzoekers de meest kosteneffectieve investering in elektriciteitsproductie in het algemeen is. Daarnaast werd door de onderzoekers berekend dat vanaf 2025 geopende kerncentrales, naast waterkracht, het meest kosteneffectief zijn van alle regelbare (niet weersafhankelijke) elektriciteitsproductiemiddelen met een lage uitstoot. Hierbij is meegewogen dat, gebaseerd op historische data van bestaande kerncentrales, de bouwkosten significant afnemen zodra er meerdere centrales van dezelfde generatie/type zijn gebouwd. De totale kosten worden volgens het rapport bij kernenergie voor een belangrijke mate bepaald door opbouw van ervaring en productielijnen en niet door kosten die inherent zijn aan de techniek.
In 2021 publiceerde KPMG in opdracht van de Nederlandse overheid een marktconsultatierapport waaruit bleek dat er bij marktpartijen interesse is in het bouwen van kerncentrales in Nederland, mits de overheid zorgt voor een gelijk speelveld op de elektriciteitsmarkt en de garantie dat de kerncentrales na ingebruikname niet snel weer gesloten worden. Voor dit laatste is de vrees vergroot door het verbod op kolen vanaf 2030 voor drie in 2015-2016 geopende kolencentrales.
In 2022 concluderen drie wetenschappers van de Rijksuniversiteit Groningen dat het financieel voordeliger is als Nederland mede investeert in kerncentrales, dan alleen in zonne- en windenergie. 
 Kerncentrales kunnen de fluctuaties in wind- en zonne-energie opvangen. Ook wijzen de onderzoekers erop dat kerncentrales per eenheid stroom minder subsidie nodig hebben dan hernieuwbare energiebronnen, zoals zon en wind.
De gespecialiseerde onderzoeksinstituten ECN en PBL concluderen echter dat er te veel vraagtekens en onzekerheden zijn om  te kunnen stellen dat kernenergie voordelig is, maar dat bovendien er veel aspecten zijn die niet in geld kunnen worden uitgedrukt.

## Kernfusie
Er wordt al tientallen jaren onderzoek gedaan naar kernfusie, vooral omdat de hierbij gebruikte grondstoffen (zware waterstof, of deuterium) in nagenoeg onbeperkte hoeveelheden uit zeewater kunnen worden gewonnen. Het blijkt echter niet makkelijk om omstandigheden te scheppen waaronder waterstofkernen zo dicht bij elkaar worden gebracht en gehouden dat er een waarneembare hoeveelheid fusie-energie ontstaat. Er wordt onder andere gewerkt aan tokamak-reactoren en laser-implosiereactoren.
Problemen zijn de grote benodigde energie-input voor er netto energieproductie op gaat treden en de materialen waaruit de reactor moet bestaan. Deze moeten extreem sterk zijn en bestand zijn tegen hoge temperaturen. Bovendien worden ze na gebruik zelf radioactief, wat weer een nieuw afvalprobleem schept. Dit afval zal echter redelijk snel zijn radioactiviteit verliezen (de helft minder radioactief na 12 jaar), zodat opslag maar voor een beperkte periode nodig is. Tevens wordt er gewerkt aan materialen die niet of minder radioactief worden door bestraling.

## Internationale samenwerking
Het Internationaal Atoomenergieagentschap (IAEA) is een intergouvernementele organisatie die tot doel heeft het vreedzaam gebruik van kernenergie te bevorderen en het militair gebruik ervan, inclusief dat van kernwapens, te ontmoedigen. Het werd in 1957 opgericht als autonome organisatie binnen de Verenigde Naties (VN). Hoewel het zijn eigen stichtingsverdrag heeft, brengt het verslag uit aan de Algemene Vergadering en de Veiligheidsraad van de VN, en heeft het zijn hoofdkwartier op het VN-kantoor in Wenen. Op 19 september 2023 waren er 178 lidstaten. Noord-Korea was lid sinds 1974 maar trok zich terug in 1994.
IAEA onderhoudt de PRIS-database (Power Reactor Information System, informatiesysteem over energiereactoren) met de specificatie- en prestatiegeschiedenis van werkende reactoren en van reactoren in aan- of afbouw. De gegevens worden verzameld via officieel benoemde verbindingsofficieren en gegevensverstrekkers in de lidstaten.
De Europese Gemeenschap voor Atoomenergie (Euratom), in werking sinds 1 januari 1958, is een van de drie Europese Gemeenschappen die in 1992 de basis vormden voor de eerste pijler van de Europese Unie (EU). Hoewel officieel een afzonderlijke organisatie, deelt hij zijn instellingen met die van de EU. Het aanvankelijke doel was de creatie van een gemeenschappelijke markt voor kernenergie, maar sindsdien is zijn bevoegdheid uitgebreid met een divers portfolio zoals de veilige behandeling van splijtstoffen, stralingsbescherming en de bouw van de fusiereactor ITER. Zwitserland neemt als geassocieerde staat deel aan Euratom-programma's, net als het Verenigd Koninkrijk sinds de Brexit.